# Роман Огаза
Ро̀ман Гжѐгож Ога̀за (на полски: Roman Grzegorz Ogaza) е полски футболист, играещ на позиция нападател.

## Биография
Роден е на 17 ноември 1952 в Катовице в Полша. Първият му отбор е Гурник Ленджини. След това е играч на Гурник Забже, Шомберки Битом. Продаден е на френския „РК Ланс“, където играе една година. Последните години от своята кариера прекарва в „Олимпик д'Алес“, „СК Елуж“, „УС Форбах“ и „СГ Марияно“.
Шампион на Полша с отбора на „Шомберки“ през 1980 г. Дебютира за полския национален отбор като гост на Таити в столицата Порт О Пренс на 13 април 1974 г. Изиграва 21 мача за националния отбор, отбелязвайки 6 гола. Последният му мач за полския представителен отбор е на 23 февруари 1981 г. Печели сребърен медал с националите на Полша на олимпиадата в Монреал през 1976 г.
Умира на 53 години в Мец на 4 март 2006 г.

## Кариера
- 1965-1968: Гурник Ленджини, Ленджини
- 1968-1970: Гурник Забже, Забже
- 1970-1975: Шомберки Битом, Битом
- 1978-1983: Шомберки Битом
- 1983-1984: „РК Ланс“ (Ланс)
- 1984-1986: „Олимпик“ (Алес)
- 1986: „Елуж“ (Белгия)
- 1987-1991: „УС Форбах“ (Форбах)
- 1991: „СГ Марияно“ (Форбах)